# Hemiteles albotrochanteratus
Hemiteles albotrochanteratus là một loài tò vò trong họ Ichneumonidae.